# جيد سيلفان
جيد سيلفان (بالإنجليزية: Jade Sylvan)‏ (9 سبتمبر 1982، شيكاغو في الولايات المتحدة)؛ كاتِبة وشاعرة أمريكية.